# Interakcje biotyczne
Interakcje biotyczne – oddziaływania między organizmami tego samego gatunku lub innych gatunków żyjących w tym samym środowisku. Efekty interakcji mogą być krótkotrwałe (drapieżnictwo lub zapylanie) albo długotrwałe (symbioza). Wpływają one na przeżywalność i ewolucję gatunków.

## Klasyfikacja[2]

### Interakcje wewnątrzgatunkowe[3]
1. Antagonizm
  - Autointoksylacja – samozatruwanie się produktami własnej przemiany materii (drożdże szlachetne umierające od nadmiaru wyprodukowanego alkoholu)
  - Konkurencja – rywalizacja o ograniczone zasoby w środowisku (stada wilków walczące o tereny łowieckie)
  - Eksploatacja – kanibalizm (samice modliszek zjadające partnerów po kopulacji)
2. Protekcjonizm
  - Allelokataliza – wzajemne pobudzanie się osobników do rozrodu i rozwoju poprzez produkty przemiany materii (nicienie i stawonogi wydzielają feromony)
  - Kooperacja – współpraca organizmów związana z rozrodem (np. opieka nad potomstwem) lub niezwiązana z rozrodem (np. podział funkcji w społeczności pszczół)

### Interakcje międzygatunkowe
1. Neutralizm
  - Koegzystencja – pokojowe współżycie organizmów, populacje nie oddziałują na siebie (wierzba i jeż)
  - Saprobioza – odżywianie się szczątkami martwych organizmów (martwy szczur i pleśnią)
2. Antagonizm
  - Alleopatia (antybioza) – populacja jednego gatunku hamuje rozwój populacji drugiego gatunku poprzez własne metabolity
  - Konkurencja – współzawodniczenie organizmów z różnych gatunków o warunki bytowe, pożywienie itp. (hiena i sęp walczące o padlinę)
  - Eksploatacja – roślinożerność, drapieżnictwo, pasożytnictwo
3. Protekcjonizm
  - Foreza – bierne przenoszenie przedstawicieli jednego gatunku przez osobniki drugiego
  - Synoikia – osiedlania się organizmu w gniazdach lub konstrukcjach innego
  - Epioikia – osiedlanie się jednego gatunku na innym gatunku
  - Endoikia – osiedlanie się jednego gatunku wewnątrz ciała innego gatunku (np. mikroflora fizjologiczna w przewodzie pokarmowym)
  - Komensalizm – interakcja przynosi korzyść dla jednej populacji, dla drugiej jest to obojętne (żuk gnojowy i koń)
  - Mutualizm – współżycie dwóch gatunków przynoszące obustronne korzyści, niezbędne dla tych gatunków (np.: porosty)